# Alessandro Gassmann

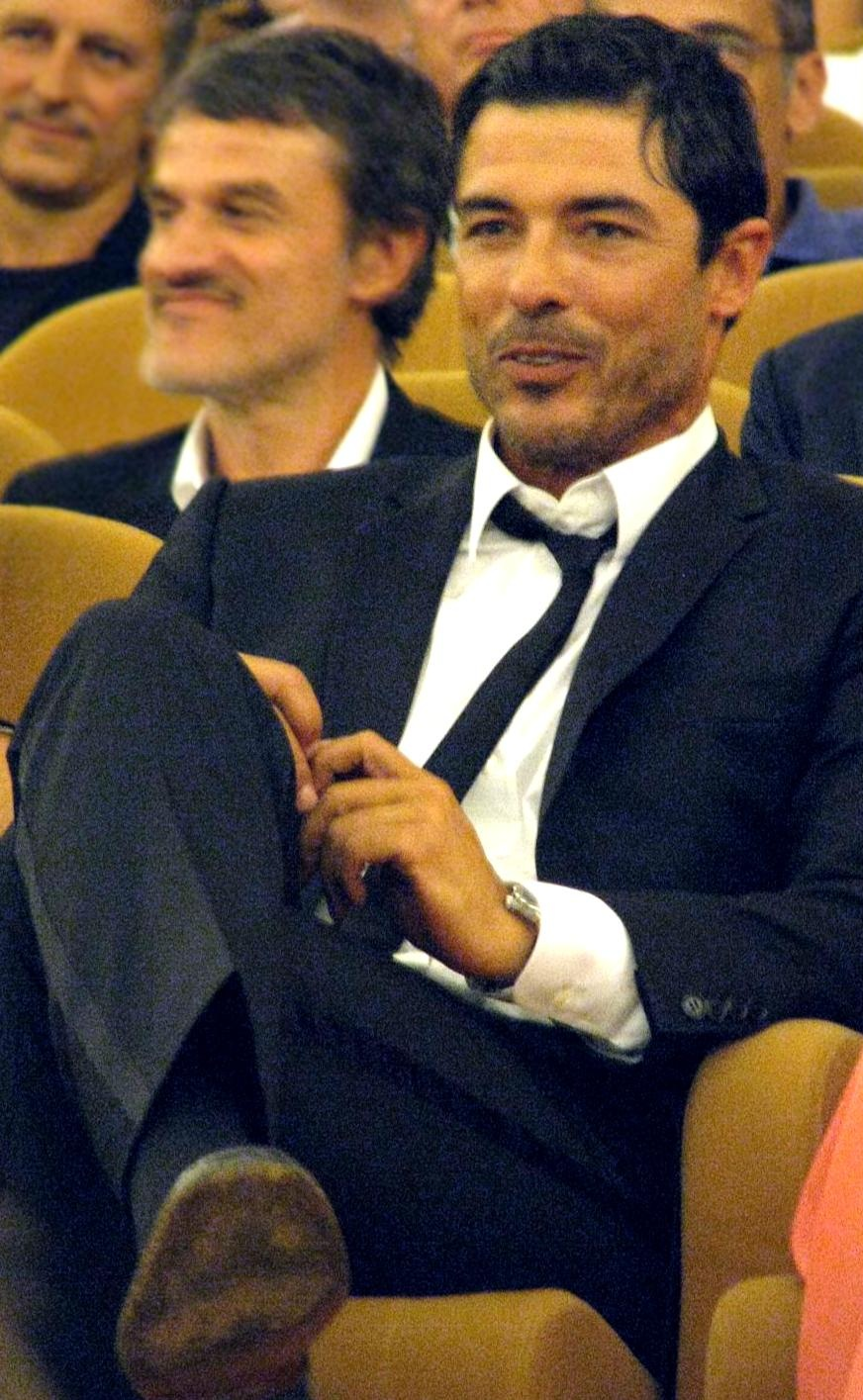
Alessandro Gassmann (2008)

Alessandro Gassmann (auch: Alessandro Gassman, Alessandro Bellacanzone; * 24. Februar 1965 in Rom) ist ein italienischer Schauspieler.

## Leben
Alessandro Gassmann, uneheliches Kind des Schauspielers Vittorio Gassman und der Schauspielerin Juliette Mayniel, hatte sein Schauspieldebüt 1982 in dem Film Di padre in figlio („Vom Vater auf den Sohn“), einem mit Freunden und Familienmitgliedern gedrehten, stark autobiografisch geprägten Film, der u. a. in Ko-Regie Alessandros und seines Vaters entstand. Später studierte er in Florenz am Theatre Workshop. 1984 trat er in Pier Paolo Pasolinis Theaterstück Affabulazione auf. Seine darauf folgenden ersten Filmauftritte absolvierte er unter dem Pseudonym Alessandro Bellacanzone. Auf der Bühne waren zu Beginn der 1990er Jahre Quando eravamo repressi (ein Jahr später verfilmt), Ulisse e la balena bianca und Camper Erfolge.
1992 spielte er neben Gudrun Landgrebe und Dietmar Schönherr im TV-Film Schneewittchen und das Geheimnis der Zwerge. Zwischen 1996 und 2000 spielte er in verschiedenen Buddy-Movies mit Gianmarco Tognazzi, darunter Uomini senza donne, Facciamo festa, Teste di cocco und Lovest. 1997 spielte er die Hauptrolle in Ferzan Özpeteks preisgekröntem Spielfilm Hamam – Das türkische Bad. Er drehte verschiedene TV-Serien und war 2005 unter der Regie von Luc Besson in dem Film Transporter – The Mission zu sehen.
Seit dem 7. Juni 1998 ist er mit der Schauspielerin Sabrina Knaflitz verheiratet. Die beiden haben einen Sohn, Leo (* 1998).

## Auszeichnungen
- 2008: David di Donatello für Caos calmo
- 2008: Nastro d’Argento für Caos calmo

## Filmografie (Auswahl)
- 1983: Di padre in figlio (auch Ko-Regie und Drehbuch)
- 1985: Big Deal – Diebe haben's schwer (I soliti ignoti vent’anni dopo)
- 1986: The Devils of Monza (La monaca di Monza)
- 1987: Ein Kind mit Namen Jesus (Un bambino di nome Gesù) (Fernseh-Miniserie)
- 1991: Michelangelo – Genie und Leidenschaft (A Season of Giants) (Fernsehfilm)
- 1992: Swingers (Quando erevamo repressi)
- 1992: Ostinato Destino – Hartnäckiges Schicksal (Ostinato destino)
- 1992: Schneewittchen und das Geheimnis der Zwerge (C’era una volta… Biancaneve)
- 1993: Macho (Huevos de oro)
- 1994: Sì, ma vogliamo un maschio
- 1995: Ein Sommer am See (Un mese sul lago)
- 1995: Love Twist (Due volte vent'anni)
- 1996: Mi fai un favore
- 1996: Die Bibel – Samson und Delila (Sansone e Dalila) (Fernsehfilm)
- 1997: Lovest
- 1997: Facciamo fiesta
- 1997: Hamam – Das türkische Bad (Il bagno turco)
- 1998: Männer ohne Ehre (Toni)
- 1999: La bomba
- 2000: Teste di cocco
- 2001: Piccolo mondo antico
- 2001: Die Kreuzritter – The Crusaders (Crociati)
- 2001: Bernadette von Lourdes (Lourdes) (Fernsehfilm)
- 2002: Gottes Bankiers: Der Fall Calvi (I banchieri di Dio)
- 2004: Guardiani delle nuvole
- 2005: Transporter – The Mission (Transporter 2)
- 2006: Non prendere impegni stasera
- 2007: Stilles Chaos (Caos calmo)
- 2009: Ex (Ex)
- 2009: Davids Geburtstag (Il Compleanno)
- 2009: Natale a Beverly Hills
- 2015: Um Gottes Willen (Se Dio vuole)
- 2019: Mein Bruder, der Superheld
- 2022: Mein Name ist Vendetta (Il mio nome è vendetta)